# Paolo Ciavatta
Paolo Ciavatta (Nereto, 6 novembre 1984) è un ciclista su strada italiano, professionista dal 2010 al 2016.

## Palmarès
- 2005 (Dilettanti Elite/Under-23, Italfer-Sofer-Centro Revisioni Cerone, due vittorie)

Gran Premio San Giuseppe-Marane di Sulmona
Coppa Langione
- 2008 (Dilettanti Elite/Under-23, Monturano-Civitanova Marche-Cascinare, una vittorie)

Targa Crocifisso
- 2009 (Dilettanti Elite/Under-23, Monturano-Civitanova Marche-Cascinare, undici vittorie)

Gran Premio San Giuseppe-Marane di Sulmona
Trofeo Alta Valle del Tevere
Coppa Fiera di Mercatale
Gran Premio Ciclistico San Basso
Classica di Colbuccaro
La Ciociarissima
Trofeo Memorial Tito Squadroni
Giro Ciclistico del Cigno
Gran Premio Città di Silvi
Trofeo Maria SS. Addolorata
Giro del Valdarno

## Piazzamenti

### Classiche monumento
- Milano-Sanremo

2011: ritirato
2012: ritirato
- Giro di Lombardia

2012: ritirato